# アーモンド
アーモンド（英名: Almond）は、バラ科サクラ属の落葉高木およびその果実の種子から作るナッツである。原産地は中央アジア。
日本では古くはヘントウ（扁桃）と呼ばれ、その名のとおりアンズ、モモ（桃）やウメ（梅）の近縁種で、梅などに似た果実をつける。その果肉は薄く食用にならないが、種子の殻を取り除いた種子の部分が「生アーモンド」として、食用になる。

## 呼称
アーモンドの訛ったアメンドウ、またハタンキョウ（巴旦杏）とも呼ばれるが、スモモの一品種「トガリスモモ」もハタンキョウと呼ばれることがあるので混同が生じる。ヒトの咽喉にある器官「扁桃」は形が似ていることからきている。

## 産地
原産はアジア西南部。現在では南ヨーロッパ、アメリカ合衆国、オーストラリアなどで栽培されており、アメリカ合衆国カリフォルニア州が最大の産地である。日本でも栽培は可能で、3月頃～4月中に種を植えると、1ヶ月～2ヶ月後くらいを目安に発芽する。小豆島、鹿児島県湧水町、宮崎県、山形県で栽培されており、山形県では農産物として朝日町から栽培が始まり現在では天童市等でも栽培されている。

## 植物的特徴

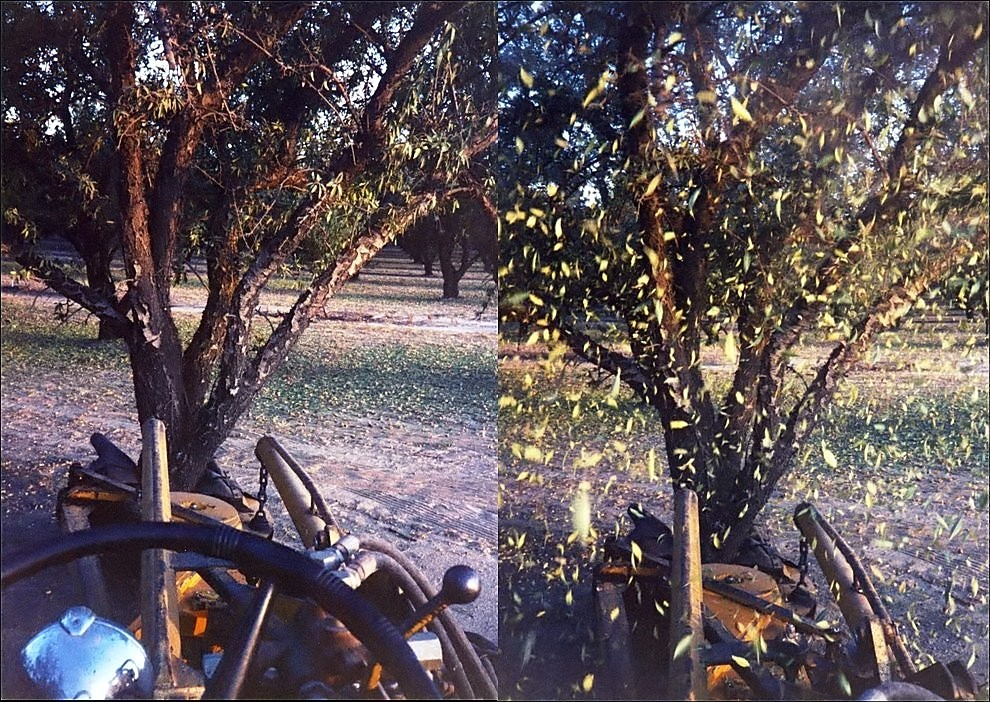
収穫時に使用されるツリーシェイカー

樹高は約5メートルになる。日本では3 - 4月にかけて、葉のない枝に、アンズやモモとよく似た白色・桜色・桃色の花弁の端に小さな切り込みの入った花をサクラ同様一斉に咲かせる。ただし花柄が非常に長いサクラの花と違いアーモンドは花柄が非常に短く、枝に沿うように花を付けるため、桜色・桃色の花の品種の場合は一見するとモモの花のように見える。7 - 8月に実が熟する。果実が自然に落下することはないので、実の収穫の際には樹を「ツリー・シェイカー」と呼ばれる機械で揺さぶって実を落とす。日本では果実が熟す時期が梅雨時に重なるため、果肉が割れた時点で収穫を行わないと腐敗したり虫に食われたりする。
スイート種（甘扁桃）とビター種（苦扁桃）があり、食用にされるのはスイート種である。スイートアーモンドには100以上の品種があるとされるが、食用とされる主な品種は、ノンパレイユ（Nonpareil）、カリフォルニア（California）、カーメル（Carmel）、ミッション（Mission）、ビュート（Bute）などである。脂質を55%含む他、ビタミンB2も多く含む。ビター種は鎮咳などの薬用や着香料、アーモンドオイルの原料などとして利用される。ビター種の苦味はアミグダリンによるもので、一定量を摂取すると有害である。アミグダリンは加水分解されることで猛毒のシアン化水素を発生させる。

## 利用
ローストしてそのままや塩味をつけて食べるほか、スライスしたり粉末にしたりしたもの（en:Almond meal）、粉砕してペースト状にしたもの（en:Almond butter）を、料理（コルマなど）や洋菓子（フィナンシェ、マカロン、アマレッティ、ヌガー、マルチパンなど）の材料にする。種子を水につけてからアーモンドミルクを絞って飲料とすることもある。ヨーロッパでは特に中世にアーモンドやアーモンドミルクが料理に多用され、さまざまなレシピを生み出した。イランでは、未熟果をホレシュという煮込み料理に用いる。日本では、おつまみや栄養強化のスナック菓子として、小魚とミックスした「アーモンドフィッシュ」が販売されている。
アーモンドの種子から絞ったアーモンドオイルは、料理に使われる他、キャリアオイルとしても用いられる。
ビターアーモンドには青酸化合物であるアミグダリンが多く含まれるため、味が苦く、大量に摂取すると有毒である。鎮咳・鎮痙などの薬用、ベンズアルデヒドを多く含むため着香料、ビターアーモンドエッセンス、オイル（苦扁桃油）の原料として用いられる。イタリアのリキュール、アマレットの風味付けにも用いられる。イタリアなど製菓材料とする国もあるが、アメリカ合衆国などビターアーモンドの種子の市販を禁じている国もある。

## 栄養価
実際には、産地、栽培条件、品種などにより変動する。
| 項目                     | 分量 (g) |
| ------------------------ | -------- |
| 脂肪                     | 49.42    |
| 飽和脂肪酸               | 3.731    |
| 一価不飽和脂肪酸         | 30.889   |
| 16:1（パルミトレイン酸） | 0.231    |
| 18:1（オレイン酸）       | 30.611   |
| 多価不飽和脂肪酸         | 12.07    |
| 18:2（リノール酸）       | 12.055   |
| 18:3（α-リノレン酸）     | 0.006    |

食品の中でもビタミンEが最も多く（含有100グラム中約30ミリグラム）含まれている。ビタミンEは活性酸素による体細胞や血管の酸化を防ぐ抗酸化作用があり、老化の予防やAGEsの排出に役立つ。悪玉コレステロールの酸化を抑制し、過酸化脂質の生成を防ぎ、心臓病や糖尿病の予防に役立つ。他に亜鉛、マグネシウム、カリウム、鉄などを多く含んでいる。
また、豊富な不溶性食物繊維を含み、腸の働きを活発にして整腸を促す。有害物質やコレステロールを吸収し抑制する作用がある。脂質の約7割は、一価不飽和脂肪酸のオレイン酸で、善玉コレステロールを維持して悪玉コレステロールを制御し酸化させない働きがあるポリフェノールを多く含んでいる。その効用は紀元前から認められており、旧約聖書の中にも記述されている。

## 参考画像

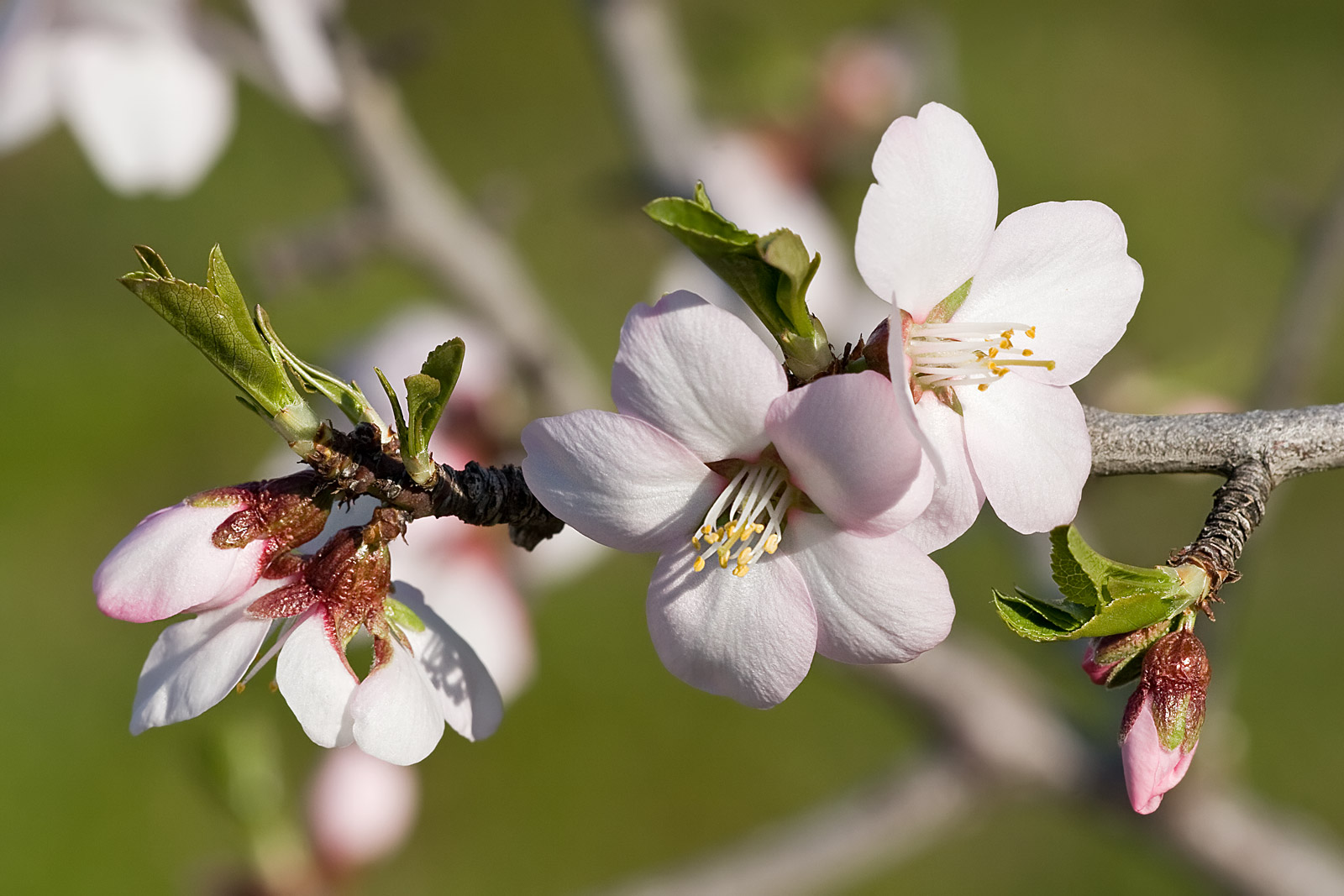
花（花柄が短いので桃の花に似ている）
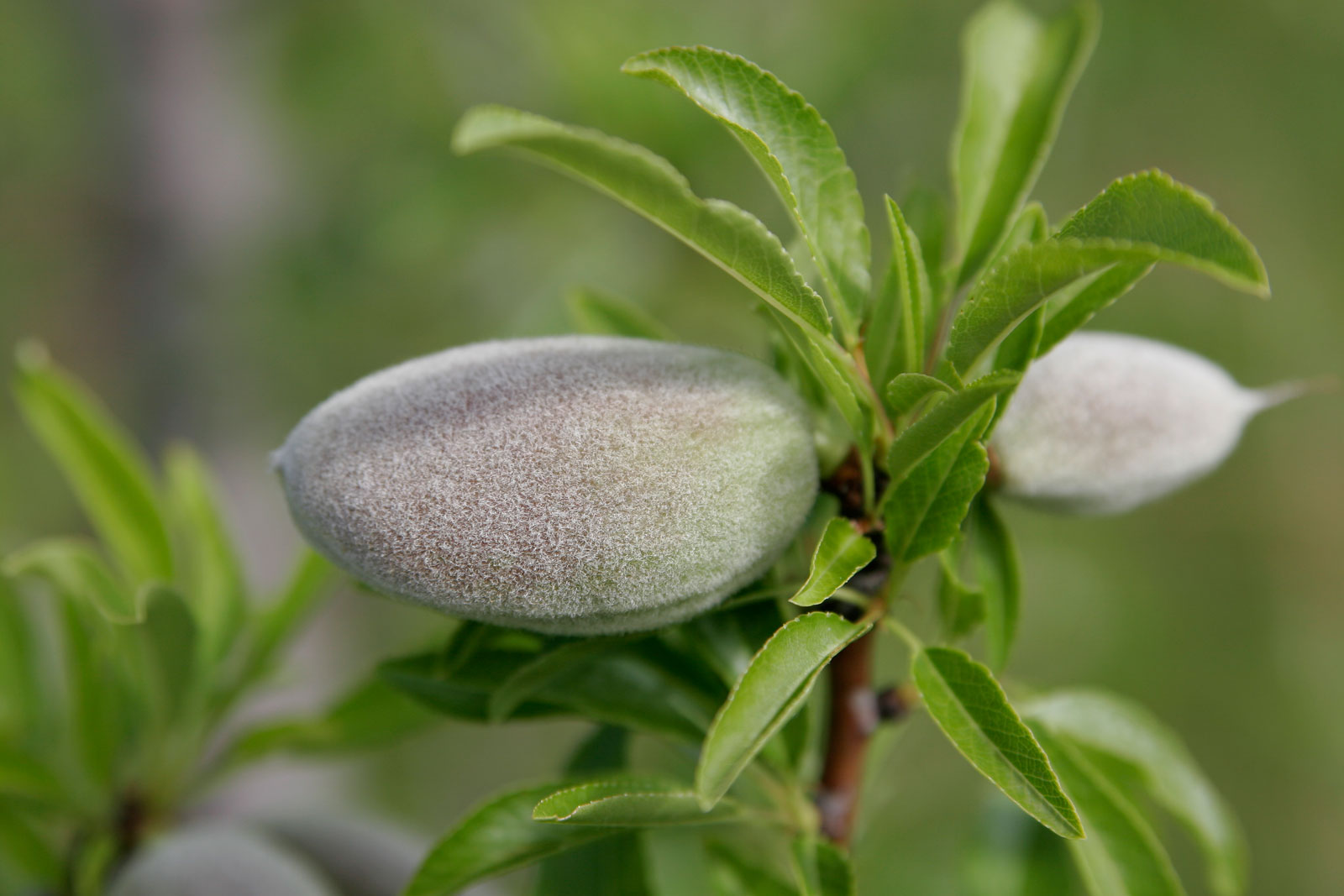
未熟果
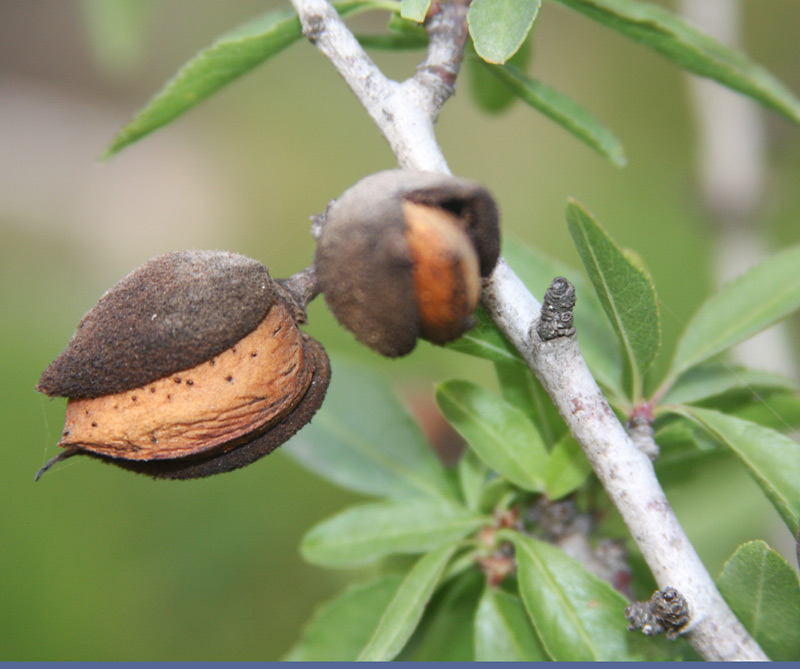
成熟し果肉が割れ内部の種子が露出している。
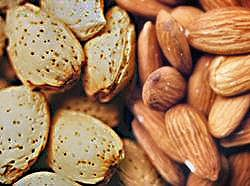
アーモンドの種子（左）、種子の殻を除いたもの（右）
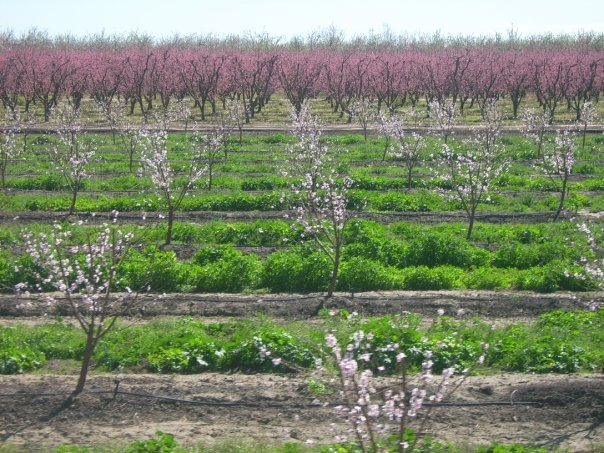
カリフォルニアのアーモンド園
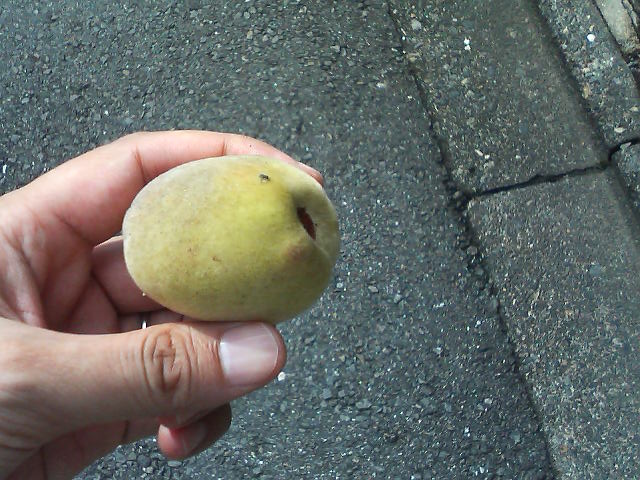
アーモンド果実の外観
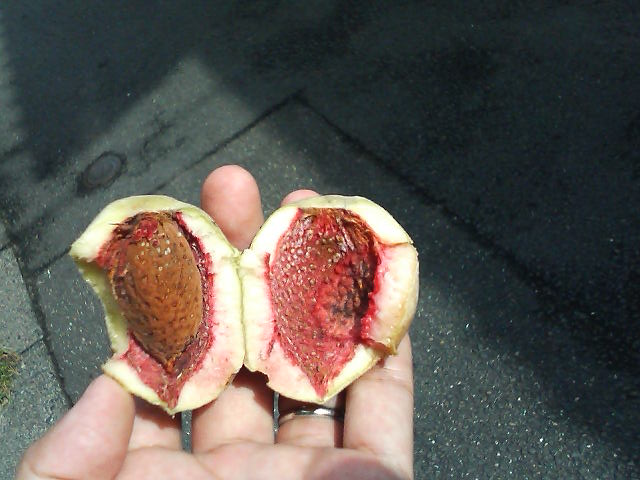
アーモンドの果実を割った様子

## 宗教との関連
ヘブライ語で「見張る」「目覚める」という動詞を「サクダ」や「シャカッ」と言い、アーモンドはそれと同根で「シェケディーム」という。現代ヘブライ語では「シャケド」(שקד) という。
モーセの兄アロンの杖はあめんどう（アーモンドの和名）の木で作られており、その杖が芽を出し花が咲いて実を結んだことからイスラエルの祭司族の祖となるレビが選ばれた。そしてそのあめんどうの杖は、契約の箱の前に保存するようにと、旧約聖書『民数記』17章23節から25節に記述されている。なお、同じ『民数記』を教典に含む、ユダヤ教やイスラム教でも知られている。
ドイツの作曲家、ワーグナーが作曲した歌劇「タンホイザー」には、上記旧約聖書に倣ったと思われるシーンが描かれている。
タンホイザーとは、「タンホイザーとヴェーヌスベルク」（ヴェーヌスベルク：キリスト教によって地上を追われた女神ヴィーナスが、地下世界に築いた愛と官能の楽園。）の伝説と「ヴァルトブルクの歌合戦」をもとに作曲された三幕からなる歌劇で、ドイツ中世の騎士で吟遊詩人のタンホイザーが、ヴィーナスの官能の虜になりながらも、恋人エリザベートの純愛によって魂を救われる物語になっている。
ある日、タンホイザーは、ヴィーナスの館に迷い込む。そこは絢爛豪華、夢幻の境地で、タンホイザーは享楽の日々を送る。やがて、遊び飽きたタンホイザーは、聖母マリアに願い外界へ戻してもらう。元の世界へ戻ったものの、司祭や教皇は遊び呆けていたタンホイザーを赦してはくれず、教皇から「お前の罪を赦すなどしたら、私の杖から芽がふき、花が咲くだろう。」とまで言われてしまう。そこで再びタンホイザーが聖母マリアに祈りをささげると、突然教皇の杖にアーモンドの花が咲いた。神の審判が寛大なことを悟り、教皇もタンホイザーを赦した。